# 代々木駅
代々木駅（よよぎえき）は、東京都渋谷区代々木一丁目にある、東日本旅客鉄道（JR東日本）・東京都交通局（都営地下鉄）の駅である。

## 乗り入れ路線
JR東日本の中央本線と山手線の2路線、都営地下鉄の大江戸線が乗り入れ、接続駅となっている。また、各路線に駅番号が付与されている。
- JR東日本：各線（後述）
- 都営地下鉄： 大江戸線 - 駅番号「E 26」

JR東日本の駅は、中央本線を所属線としている。中央本線・山手線とも複々線で、中央本線は緩行線を走る中央・総武線各駅停車のみ、山手線は電車線で運行される環状路線としての山手線電車のみがそれぞれ停車し、急行線を走行する中央線快速や山手貨物線を走行する埼京線・湘南新宿ラインおよび特急列車は停車しない。
- 山手線：電車線を走行する環状路線 - 駅番号「JY 18」
- 中央・総武線（各駅停車）：緩行線を走行する中央本線の近距離電車 - 駅番号「JB 11」

特定都区市内制度における「東京都区内」および「東京山手線内」に属する。

## 歴史

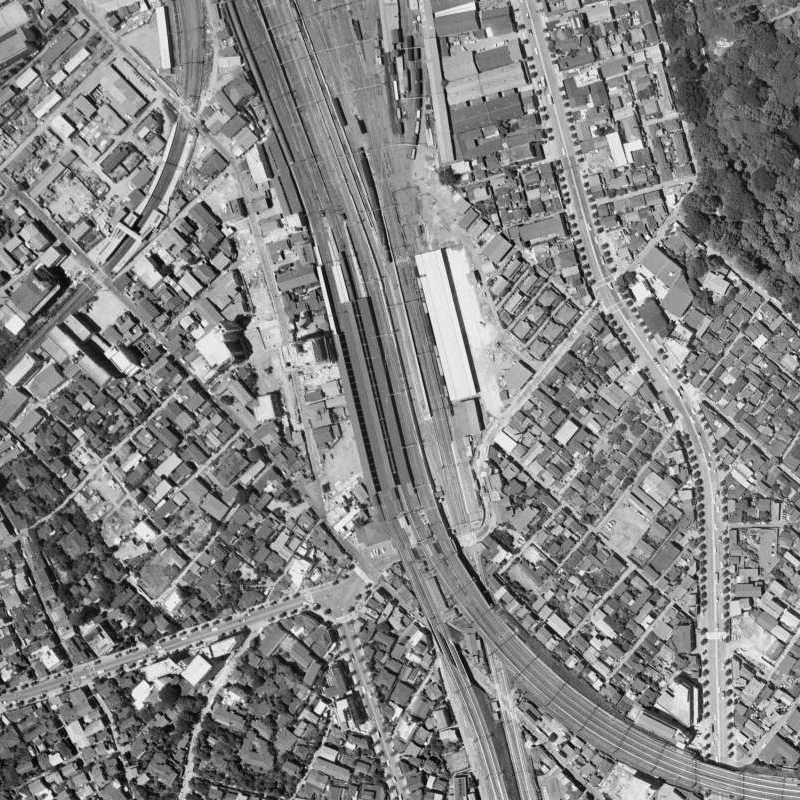
代々木駅周辺の白黒空中写真（1963年6月26日撮影）

### 開業前
- 1885年（明治18年）3月1日：日本鉄道の品川 - 赤羽間が単線開業。現在の代々木駅付近に鉄道線路が敷設される。
- 1894年（明治27年）
  - 9月23日：大日本帝国陸軍の軍用線が新宿駅 - 青山軍用停車場間に開設[2]。
  - 10月9日：甲武鉄道新宿 - 牛込間が開業[2]。
- 1895年（明治28年）12月30日：甲武鉄道の新宿 - 飯田町間が複線化[2]。
- 1904年（明治37年）8月21日：甲武鉄道の飯田町 - 中野間が電化[2]。
- 1905年（明治38年）：日本鉄道品川線の渋谷 - 新宿間が複線化。

### 開業後
- 1906年（明治39年）
  - 9月23日：甲武鉄道の駅として開業[3]。当時は後に中央本線となる路線のみに駅があった（高架線の相対式ホーム）。
  - 10月1日：鉄道国有法により国有化[1][4]。
- 1909年（明治42年）
  - 10月12日：線路名称制定により中央東線（後の中央本線）の所属となる[4]。
  - 12月16日：品川線が山手線と改称。山手線列車が代々木駅に停車開始[1]。当時は現在の山手貨物線付近にホームが存在していた（地上線の相対式ホーム）。
- 1923年（大正12年）9月：関東大震災でほぼ完成していた代々木駅の新駅舎に若干の被害が出る。
- 1924年（大正13年）12月5日：山手貨物線の原宿 - 新大久保開業に伴い、山手線・中央線のホームが現在地（高架線の3面4線）に移転。
- 1925年（大正14年）
  - 4月：代々木 - 新宿間に中央線下りの乗り越し線完成。新宿駅の乗り換えが方面別に。
  - 11月：山手線が環状運転開始。
- 1927年（昭和2年）
  - 2月7日：新宿御苑で大正天皇の大喪の礼が執り行われ、代々木 - 新宿御苑仮停車場間が開業（9日まで）[5]。
  - 3月1日：代々木駅 - 信濃町駅間が複々線化。
- 1958年（昭和33年）12月1日：新宿寄りに乗り換え専用地下通路が完成し、使用を開始[6]。
- 1965年（昭和40年）7月1日：荷物扱いを廃止[1]。
- 1976年（昭和51年）7月1日：みどりの窓口の営業を開始[7][8]。
- 1987年（昭和62年）4月1日：国鉄分割民営化に伴い、東日本旅客鉄道（JR東日本）の駅（中央本線所属）となる[9]。
- 1990年（平成2年）12月15日：西口に自動改札機を設置[10]。
- 2000年（平成12年）4月20日：都営地下鉄大江戸線新宿駅 - 国立競技場駅間開通と同時に同局の駅が開業[11]。この開業に合わせ、JR東日本は西口駅舎を改築し、新宿寄りの乗り換え専用地下通路を延伸して北口駅舎を新設した。
- 2001年（平成13年）11月18日：JR東日本でICカード「Suica」の利用が可能となる[広報 1]。
- 2002年（平成14年）5月30日：JR駅構内で火災が発生。山手線が全線ストップし、走行していた列車も緊急停車した。
- 2007年（平成19年）3月18日：東京都交通局でICカード「PASMO」の利用が可能となる[12]。
- 2014年（平成26年）11月14日：みどりの窓口の営業を終了。
- 2015年（平成27年）10月24日：1・2番線（山手線ホーム）でホームドアの使用を開始。
- 2020年（令和2年）7月7日：3・4番線（中央・総武緩行線ホーム）でホームドアの使用を開始[13]。

### 駅名の由来
当駅に近かった代々木村に因む。
ただし、当駅所在地は代々木村（駅開業時点は合併して代々幡町）ではなく千駄ヶ谷町であり、在来の代々木地域には含まれない。地元住民にとって代々木といえば、当駅周辺より上原や富ケ谷といった地域を指していた。
開業当時、代々木村に駅がなく（小田急小田原線と京王線は開通前）人口が多かった（合併後で7万人）ことが背景と見られる。

## 駅構造

### JR東日本
2面2線の相対式ホームが1面2線の島式ホームを挟み、合計3面4線を有する高架駅。
中央部の2・3番線島式ホームは、中央緩行線下り線と山手線内回りが同一ホームであり、千駄ケ谷方面から渋谷方面への乗り換え利便性を図っている。ホームの新宿寄りには段差があり、柵が設置されている。こうした段差を持つ島型ホームは極めて珍しいが、これは代々木駅が極端な勾配を持つためである。
出入口は西口・東口と北口の3か所で、西口と北口には指定席券売機が設置されており、都営地下鉄大江戸線の乗換ルートにもなっている。かつては、西口にみどりの窓口が設けられていた。東口は、当駅南端にある線路高架下を西から東方向へとくぐる狭隘な一方通行道路の先（東端）にある山手貨物線の踏切を越えた先にあり、特徴的なドーム型出入口である。また、東口と北口にはお客さまサポートコールシステムが導入されており、東口は終日、北口は一部の時間帯はインターホンによる案内となる。
北口改札内コンコースには各ホームとの間にエスカレーターがあり、北口出口に都営地下鉄大江戸線改札口までエレベーターが設けられている。東口・西口改札内コンコースには各ホームとの間にエレベーターが設けられている他、スロープや多機能トイレが設置されている。
北隣の新宿駅が度重なる改良工事で当駅方に相次いで延長された。そのため、2016年現在で新宿駅5・6番線ホーム南端と当駅のホーム北端はわずか100メートル程度しか離れていない。山手線の運転士にとって新宿駅から代々木駅への進入は、ホームに入ってからもカーブがあり見通しが悪く、アップダウンもあるためブレーキのタイミングが計りづらい、山手線随一の難所ともされた。

#### のりば
| 番線 | 路線                     | 方向   | 行先                         |
| ---- | ------------------------ | ------ | ---------------------------- |
| 1    | 山手線                   | 外回り | 新宿・池袋・上野方面         |
| 2    | 山手線                   | 内回り | 原宿・渋谷・品川方面         |
| 3    | 中央・総武線（各駅停車） | 西行   | 中野・三鷹方面               |
| 4    | 中央・総武線（各駅停車） | 東行   | 千駄ケ谷・御茶ノ水・千葉方面 |

（出典：JR東日本:駅構内図）
- 2020年3月14日のダイヤ改正以降、3・4番線の早朝・深夜に設定されていた東京駅発着の各駅停車が消滅した[17]。

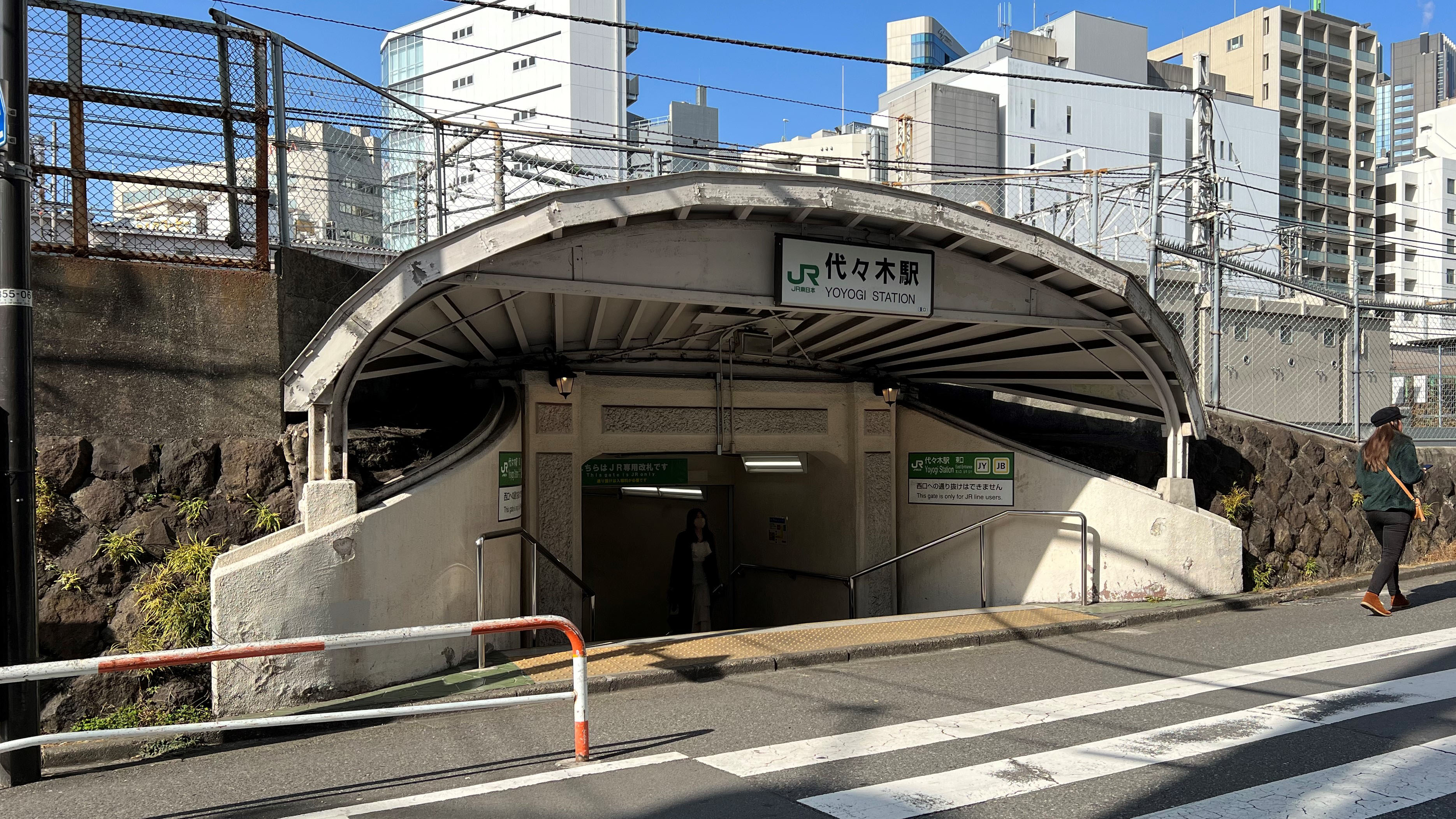
東口（2023年2月）
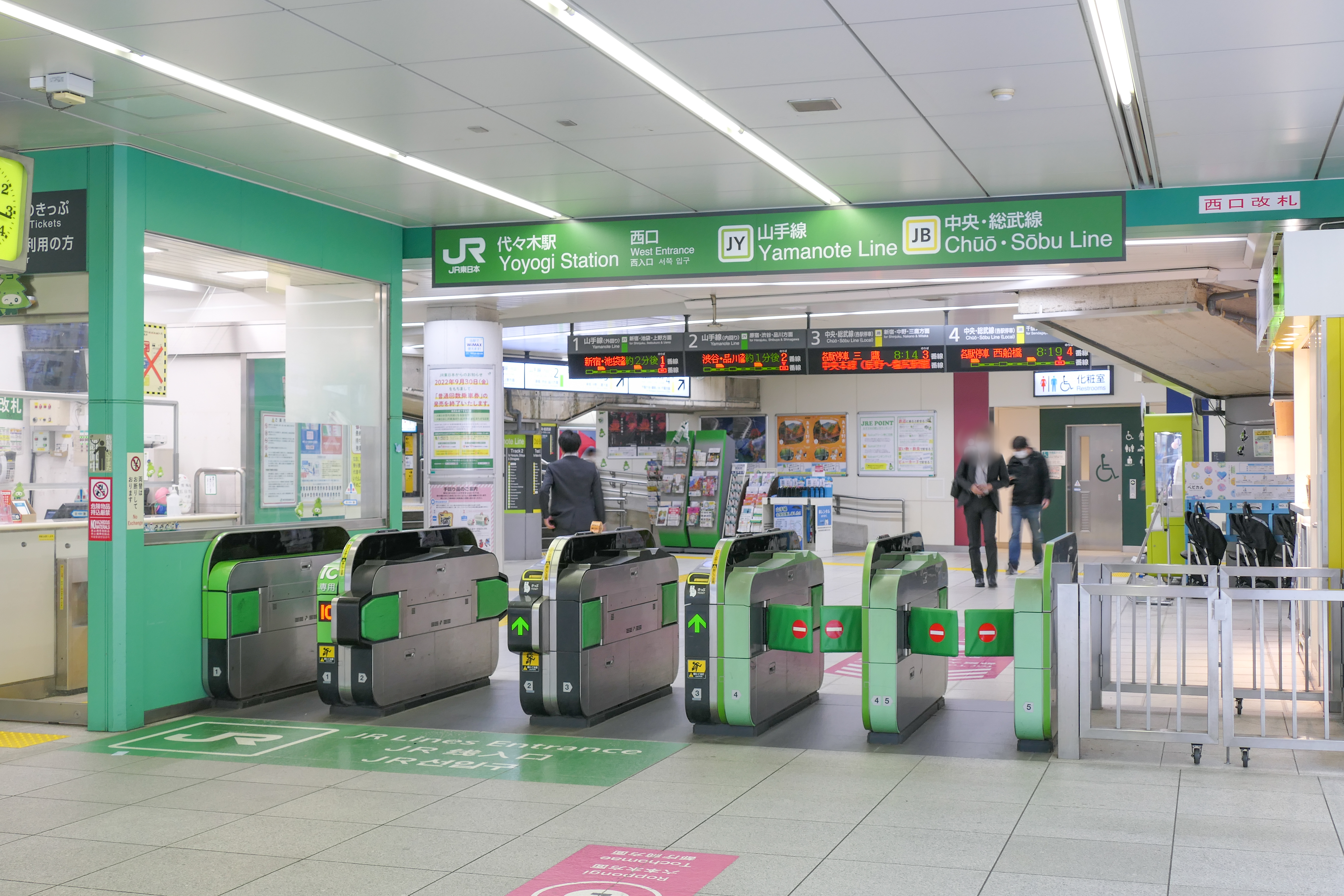
西口改札（2022年11月）
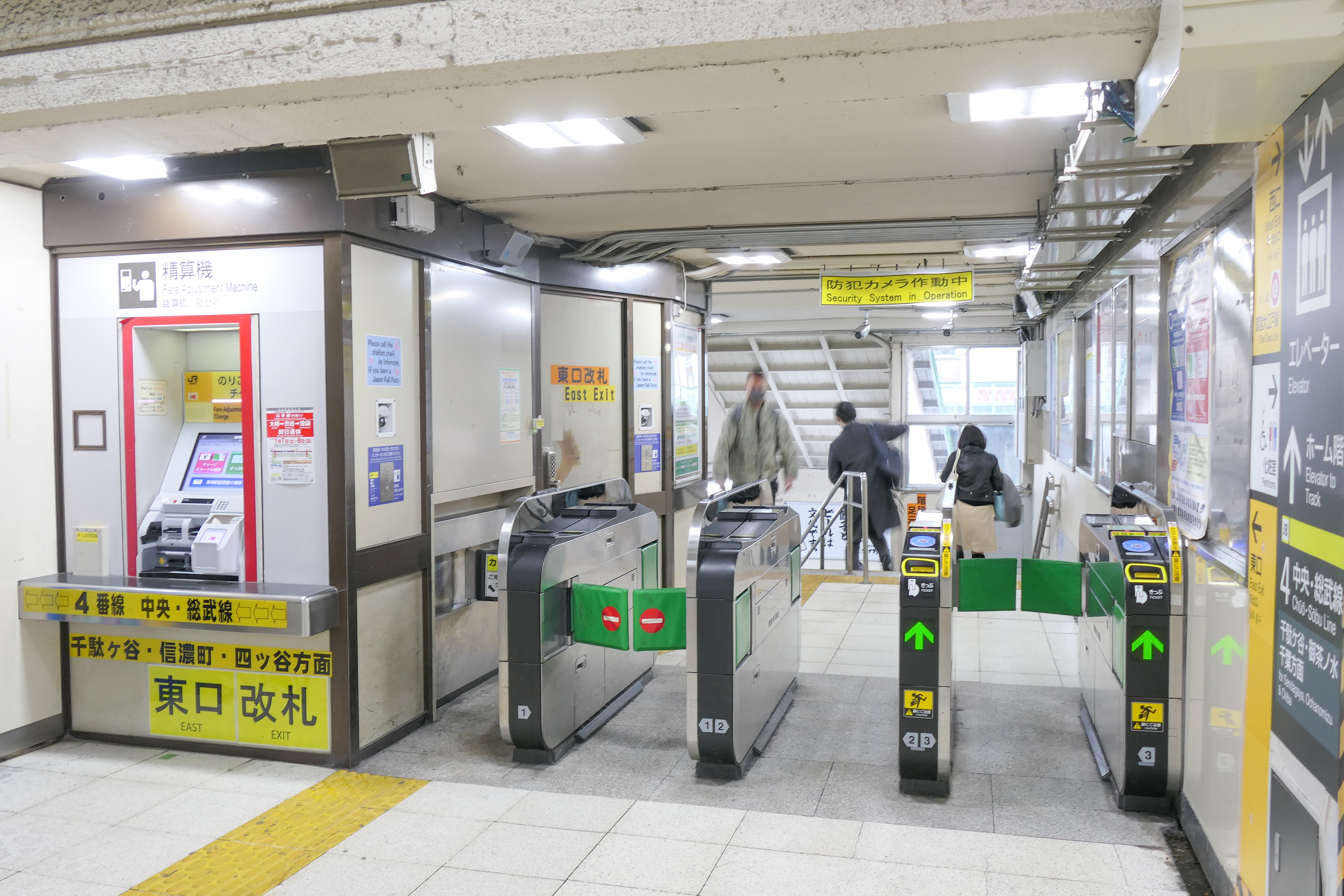
東口改札（2022年11月）
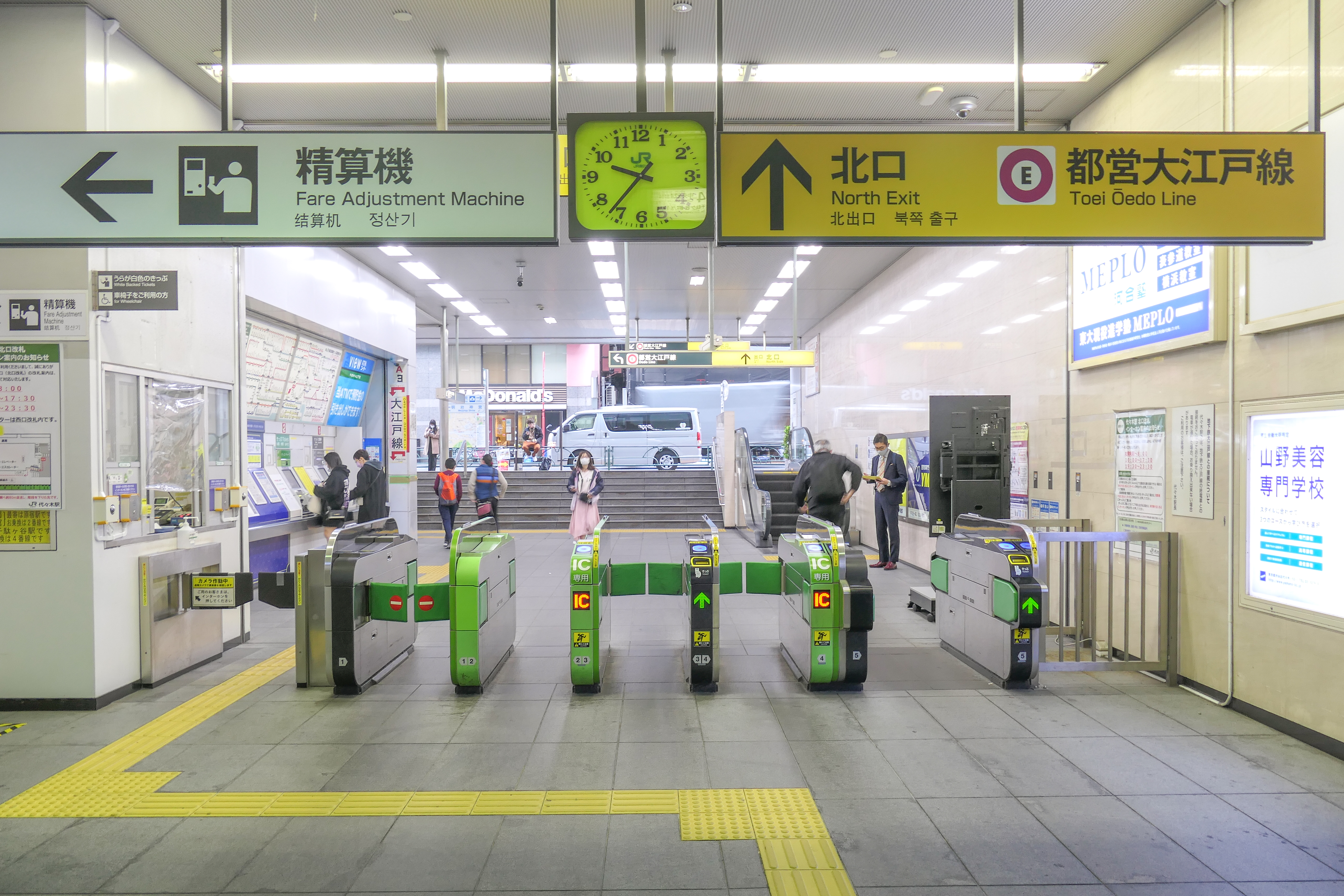
北口改札（2022年11月）
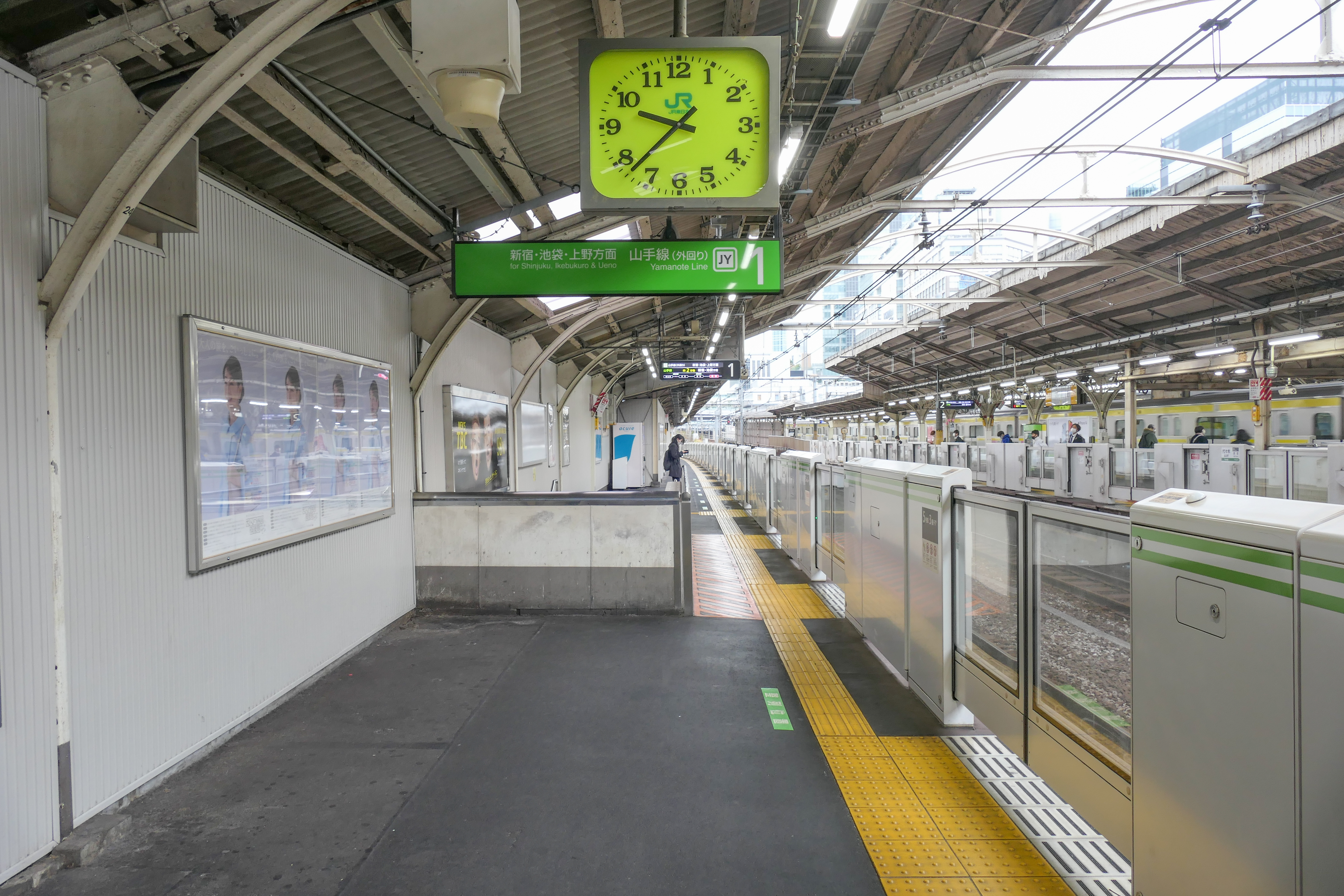
1番線ホーム（2022年11月）
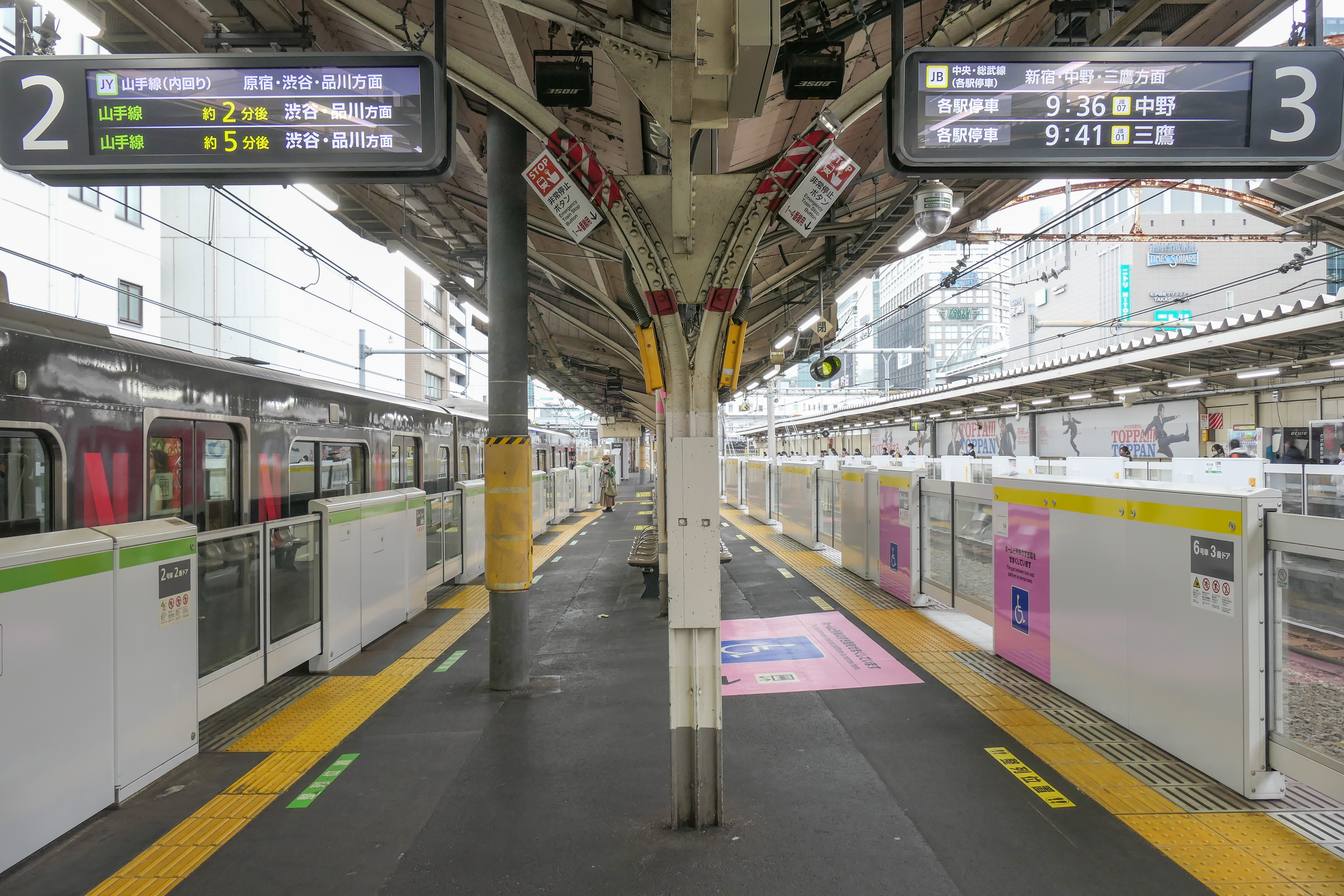
2・3番線ホーム（2022年11月）
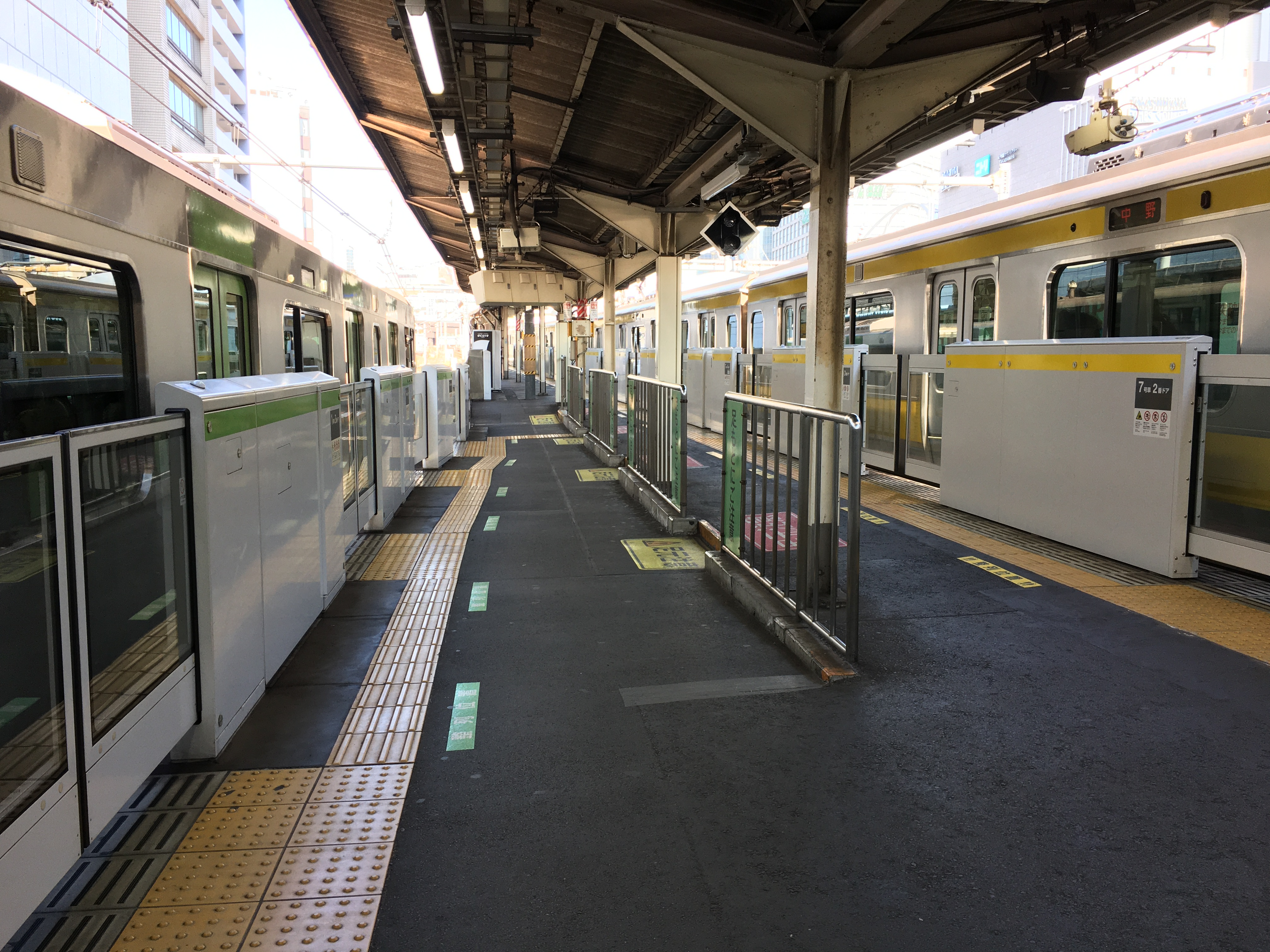
2・3番線ホームの段差（2022年1月）
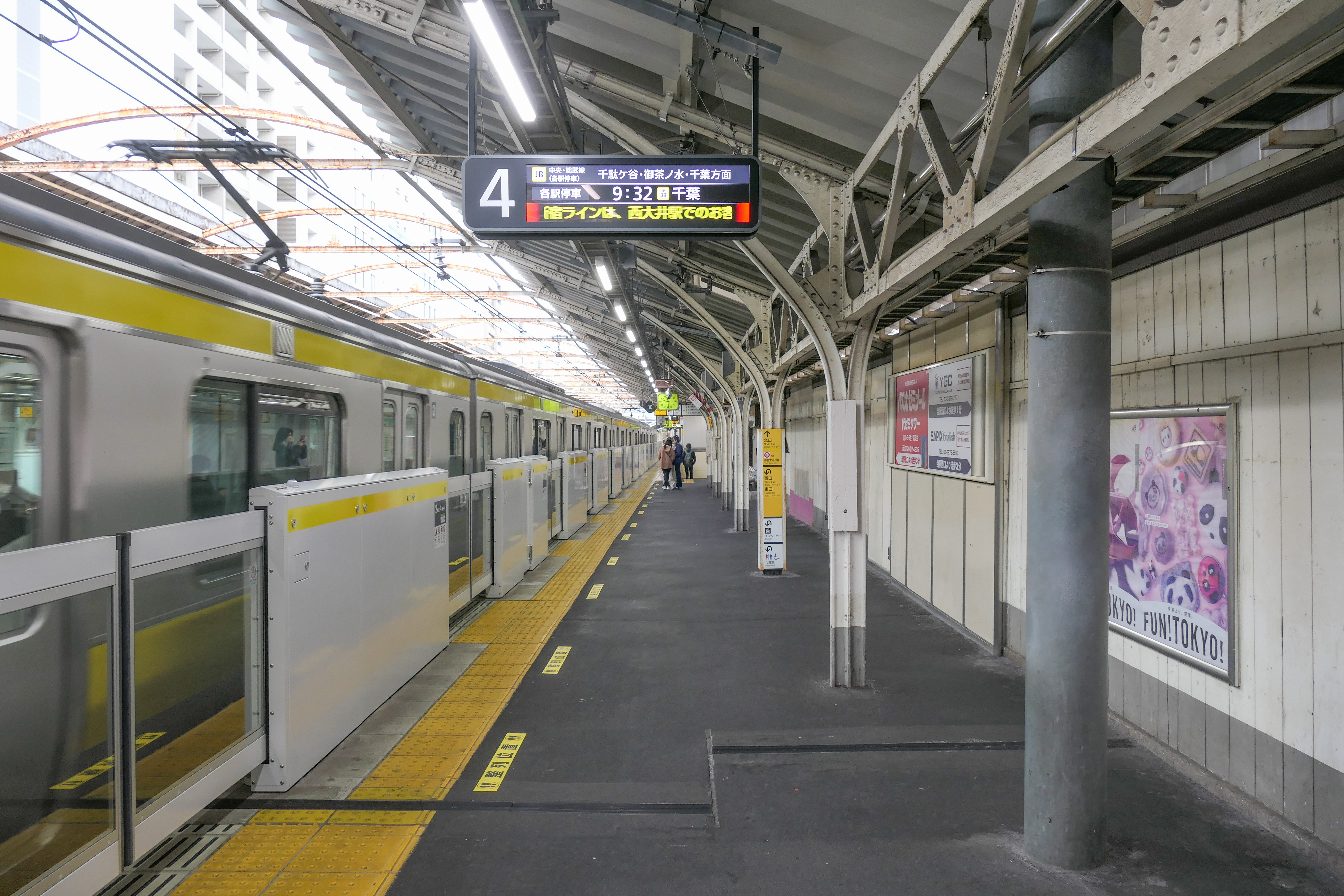
4番線ホーム（2022年11月）

#### らくがきコーナー
1970年代半ばから1990年頃まで、2番線ホームの先頭にある階段脇の壁に「らくがきコーナー」と呼ばれるスペースが設けられ、駅員は毎朝ここにB0大の白紙を貼り出し、駅の乗客に自由に書き込ませていた。当初は一般的な伝言板としての利用を見込んでのものだったが、いつしか代ゼミなどの予備校生や、代アニや東京デザイナー学院などの専門学校生といった絵心のある若者たちの書き込みで占拠されるようになり、毎日夕方までには彼らの描いた漫画やアニメのキャラクターなど、緻密で時には極彩色のイラストの寄せ書きで紙面が埋め尽くされるようになった。同時期にはJR水道橋駅にも同じような落書きボードがあり、そちらは「やおい」などの女子高生の参加者が多かった。

### 東京都交通局
島式ホーム1面2線を有する地下駅である。
北隣の新宿駅は地上に上がるまでに時間を要するため、JR山手線、中央・総武線との乗り換えは当駅が至便である。
A3出口とコンコースを結ぶエレベーターは両側にドアがあり、JR北口からも利用できるようになっている。改札内コンコースとホームを結ぶ階段・エスカレーターには、周辺施設パネルが設置されている。

#### のりば
| 番線 | 路線         | 行先               |
| ---- | ------------ | ------------------ |
| 1    | 都営大江戸線 | 六本木・大門方面   |
| 2    | 都営大江戸線 | 都庁前・光が丘方面 |

（出典：東京都交通局:構内立体図）

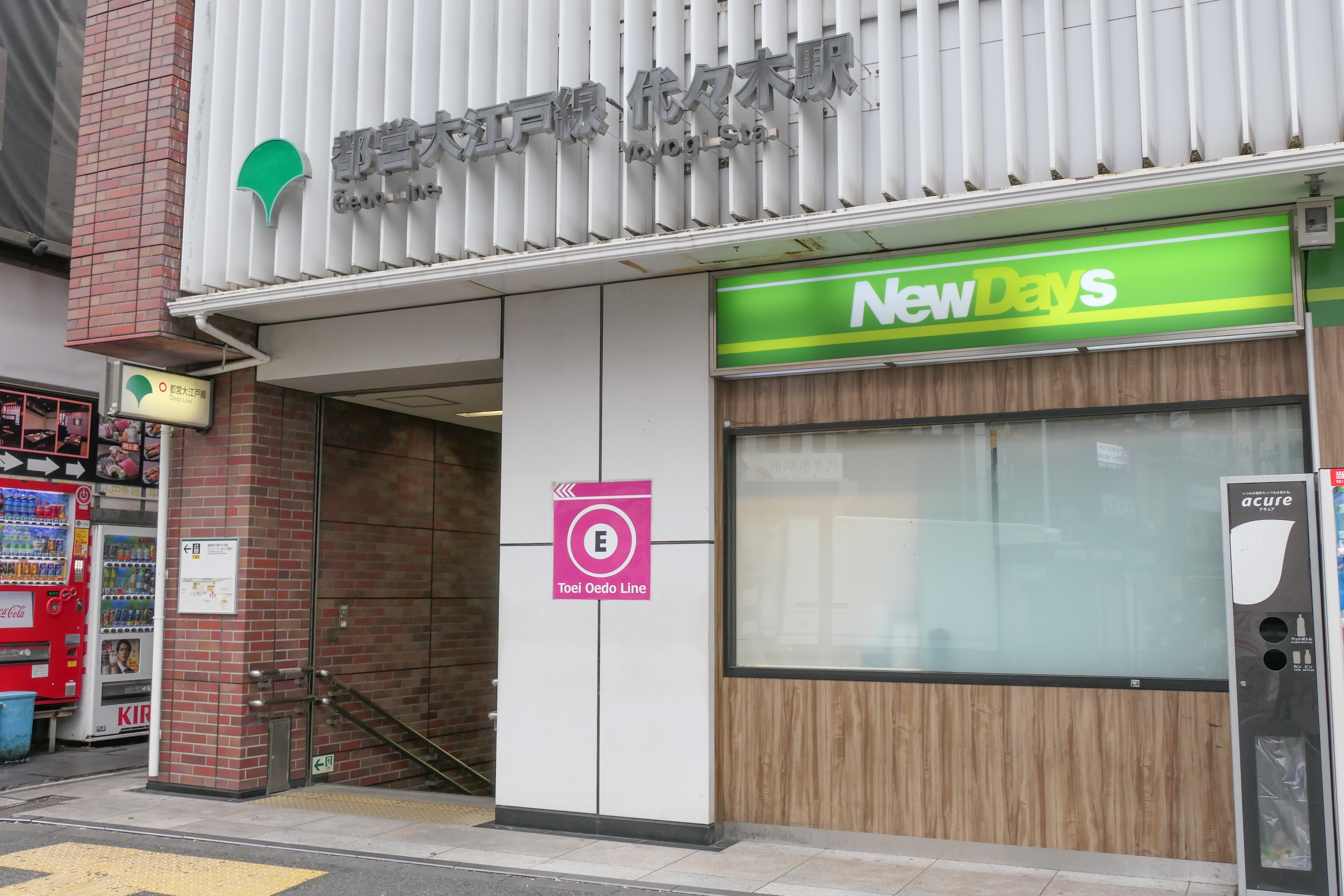
A2出入口（2022年11月、隣接するNewDaysはみどりの窓口跡に設置された）
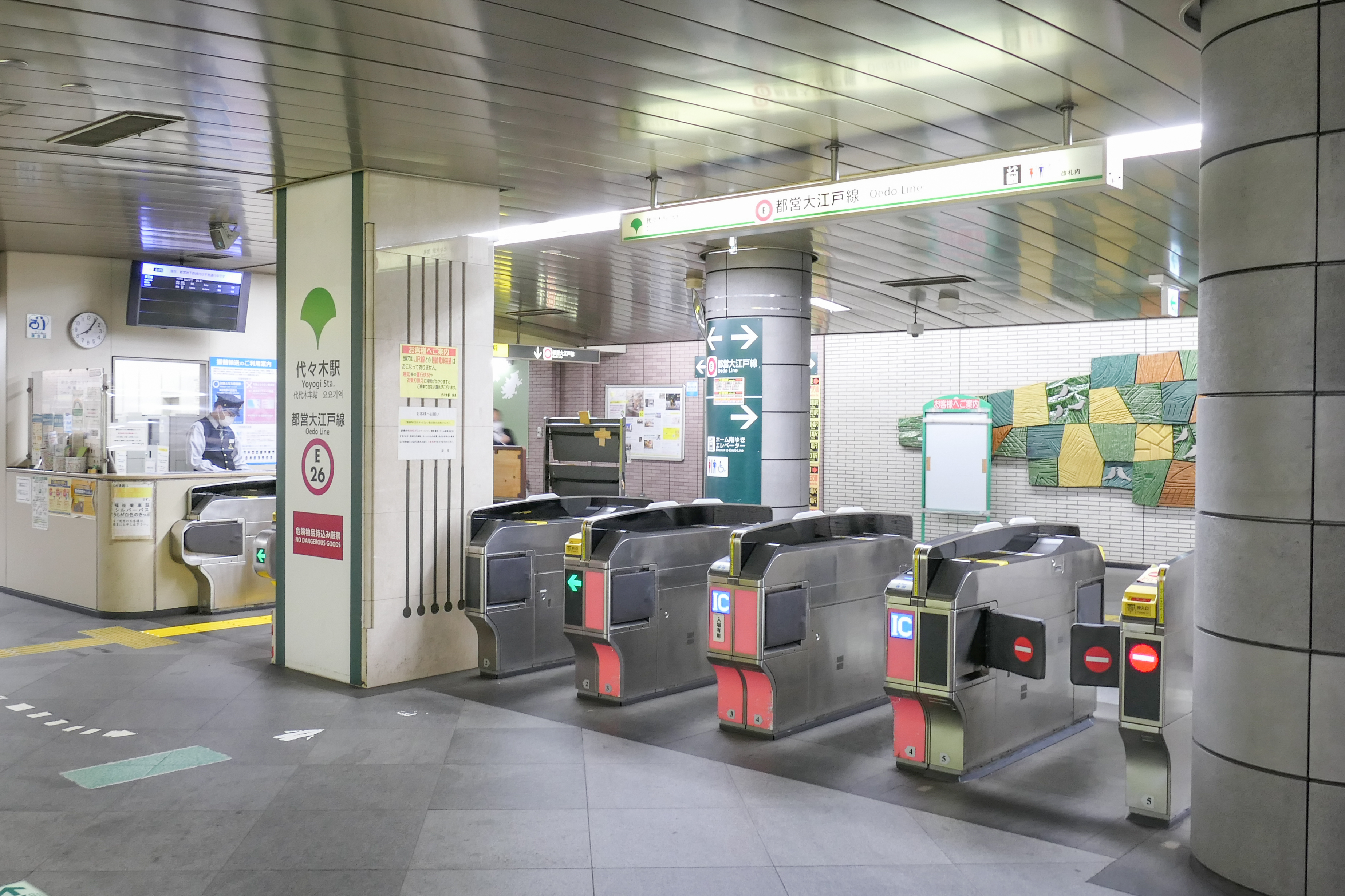
改札口（2022年11月）
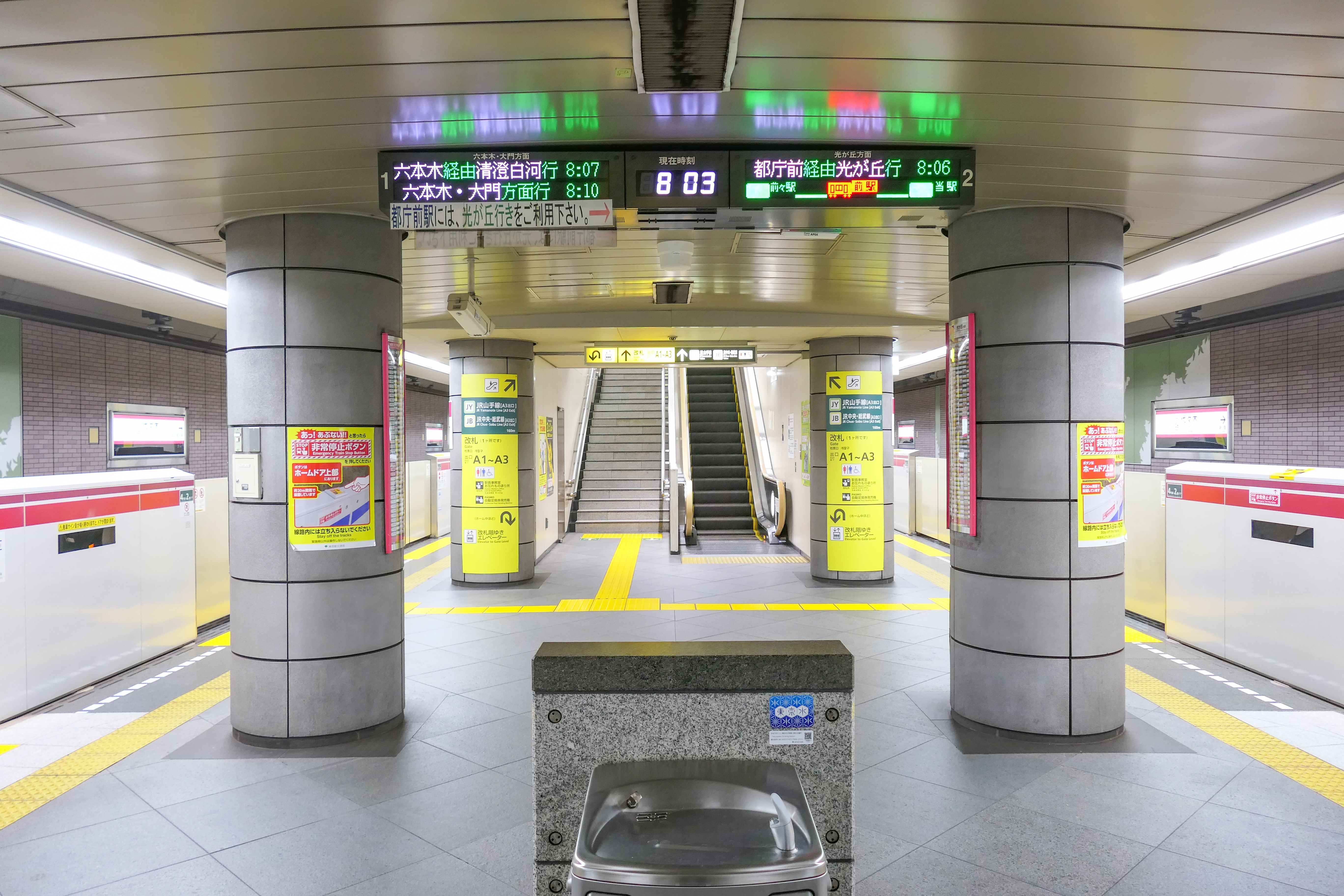
大江戸線ホーム（2022年11月）

## 利用状況
- JR東日本 - 2023年度（令和5年度）の1日平均乗車人員は54,704人である[JR 1]。
JR東日本管内全体では市川駅に次いで第76位。
- 都営地下鉄 - 2023年度（令和5年度）の1日平均乗降人員は30,760人（乗車人員：15,353人、降車人員：15,407人）である[都交 1]。
都営大江戸線全38駅中23位。

### 年度別1日平均乗降人員
各年度の1日平均乗降人員は下表の通り。
| 年度               | 都営地下鉄       | 都営地下鉄 |
| 年度               | 1日平均 乗降人員 | 増加率     |
| ------------------ | ---------------- | ---------- |
| 2003年（平成15年） | 27,392           | 13.8%      |
| 2004年（平成16年） | 28,783           | 5.1%       |
| 2005年（平成17年） | 30,258           | 5.1%       |
| 2006年（平成18年） | 31,950           | 5.3%       |
| 2007年（平成19年） | 35,180           | 10.4%      |
| 2008年（平成20年） | 34,197           | −2.8%      |
| 2009年（平成21年） | 33,045           | −3.4%      |
| 2010年（平成22年） | 33,005           | −0.1%      |
| 2011年（平成23年） | 32,525           | −1.5%      |
| 2012年（平成24年） | 34,939           | 7.4%       |
| 2013年（平成25年） | 34,940           | 0.0%       |
| 2014年（平成26年） | 35,389           | 1.3%       |
| 2015年（平成27年） | 36,892           | 4.2%       |
| 2016年（平成28年） | 37,232           | 0.9%       |
| 2017年（平成29年） | 37,678           | 1.2%       |
| 2018年（平成30年） | 38,758           | 2.9%       |
| 2019年（令和元年） | 38,284           | −1.2%      |
| 2020年（令和02年） | 23,965           | −37.4%     |
| 2021年（令和03年） | 24,812           | 3.5%       |
| 2022年（令和04年） | 27,628           | 11.3%      |
| 2023年（令和05年） | 30,760           | 11.3%      |

### 年度別1日平均乗車人員（1900年代 - 1930年代）
各年度の1日平均乗車人員は下表の通り。
| 年度               | 日本鉄道 / 国鉄 | 出典              |
| ------------------ | --------------- | ----------------- |
| 1906年（明治39年） | [ 備考 1 ]      |                   |
| 1907年（明治40年） | 714             | [ 東京府統計 1 ]  |
| 1908年（明治41年） | 1,051           | [ 東京府統計 2 ]  |
| 1909年（明治42年） | 1,307           | [ 東京府統計 3 ]  |
| 1911年（明治44年） | 2,026           | [ 東京府統計 4 ]  |
| 1912年（大正元年） | 2,413           | [ 東京府統計 5 ]  |
| 1913年（大正02年） | 2,628           | [ 東京府統計 6 ]  |
| 1914年（大正03年） | 2,775           | [ 東京府統計 7 ]  |
| 1915年（大正04年） | 2,326           | [ 東京府統計 8 ]  |
| 1916年（大正05年） | 2,703           | [ 東京府統計 9 ]  |
| 1919年（大正08年） | 3,759           | [ 東京府統計 10 ] |
| 1920年（大正09年） | 5,238           | [ 東京府統計 11 ] |
| 1922年（大正11年） | 6,542           | [ 東京府統計 12 ] |
| 1923年（大正12年） | 6,946           | [ 東京府統計 13 ] |
| 1924年（大正13年） | 7,930           | [ 東京府統計 14 ] |
| 1925年（大正14年） | 7,509           | [ 東京府統計 15 ] |
| 1926年（昭和元年） | 7,516           | [ 東京府統計 16 ] |
| 1927年（昭和02年） | 7,417           | [ 東京府統計 17 ] |
| 1928年（昭和03年） | 8,094           | [ 東京府統計 18 ] |
| 1929年（昭和04年） | 7,985           | [ 東京府統計 19 ] |
| 1930年（昭和05年） | 7,397           | [ 東京府統計 20 ] |
| 1931年（昭和06年） | 7,076           | [ 東京府統計 21 ] |
| 1932年（昭和07年） | 6,933           | [ 東京府統計 22 ] |
| 1933年（昭和08年） | 6,982           | [ 東京府統計 23 ] |
| 1934年（昭和09年） | 7,162           | [ 東京府統計 24 ] |
| 1935年（昭和10年） | 7,263           | [ 東京府統計 25 ] |

### 年度別1日平均乗車人員（1953年 - 2000年）
| 年度               | 国鉄 / JR東日本 | 都営地下鉄 | 出典              |
| ------------------ | --------------- | ---------- | ----------------- |
| 1953年（昭和28年） | 17,307          | 未開業     | [ 東京都統計 1 ]  |
| 1954年（昭和29年） | 17,822          | 未開業     | [ 東京都統計 2 ]  |
| 1955年（昭和30年） | 19,340          | 未開業     | [ 東京都統計 3 ]  |
| 1956年（昭和31年） | 20,725          | 未開業     | [ 東京都統計 4 ]  |
| 1957年（昭和32年） | 21,885          | 未開業     | [ 東京都統計 5 ]  |
| 1958年（昭和33年） | 22,766          | 未開業     | [ 東京都統計 6 ]  |
| 1959年（昭和34年） | 23,321          | 未開業     | [ 東京都統計 7 ]  |
| 1960年（昭和35年） | 26,864          | 未開業     | [ 東京都統計 8 ]  |
| 1961年（昭和36年） | 30,388          | 未開業     | [ 東京都統計 9 ]  |
| 1962年（昭和37年） | 34,188          | 未開業     | [ 東京都統計 10 ] |
| 1963年（昭和38年） | 36,318          | 未開業     | [ 東京都統計 11 ] |
| 1964年（昭和39年） | 37,921          | 未開業     | [ 東京都統計 12 ] |
| 1965年（昭和40年） | 40,263          | 未開業     | [ 東京都統計 13 ] |
| 1966年（昭和41年） | 41,317          | 未開業     | [ 東京都統計 14 ] |
| 1967年（昭和42年） | 43,091          | 未開業     | [ 東京都統計 15 ] |
| 1968年（昭和43年） | 43,911          | 未開業     | [ 東京都統計 16 ] |
| 1969年（昭和44年） | 36,461          | 未開業     | [ 東京都統計 17 ] |
| 1970年（昭和45年） | 41,334          | 未開業     | [ 東京都統計 18 ] |
| 1971年（昭和46年） | 42,350          | 未開業     | [ 東京都統計 19 ] |
| 1972年（昭和47年） | 44,671          | 未開業     | [ 東京都統計 20 ] |
| 1973年（昭和48年） | 45,181          | 未開業     | [ 東京都統計 21 ] |
| 1974年（昭和49年） | 49,101          | 未開業     | [ 東京都統計 22 ] |
| 1975年（昭和50年） | 51,891          | 未開業     | [ 東京都統計 23 ] |
| 1976年（昭和51年） | 54,047          | 未開業     | [ 東京都統計 24 ] |
| 1977年（昭和52年） | 52,696          | 未開業     | [ 東京都統計 25 ] |
| 1978年（昭和53年） | 51,964          | 未開業     | [ 東京都統計 26 ] |
| 1979年（昭和54年） | 51,634          | 未開業     | [ 東京都統計 27 ] |
| 1980年（昭和55年） | 53,704          | 未開業     | [ 東京都統計 28 ] |
| 1981年（昭和56年） | 56,523          | 未開業     | [ 東京都統計 29 ] |
| 1982年（昭和57年） | 57,718          | 未開業     | [ 東京都統計 30 ] |
| 1983年（昭和58年） | 58,388          | 未開業     | [ 東京都統計 31 ] |
| 1984年（昭和59年） | 60,433          | 未開業     | [ 東京都統計 32 ] |
| 1985年（昭和60年） | 52,077          | 未開業     | [ 東京都統計 33 ] |
| 1986年（昭和61年） | 56,557          | 未開業     | [ 東京都統計 34 ] |
| 1987年（昭和62年） | 60,077          | 未開業     | [ 東京都統計 35 ] |
| 1988年（昭和63年） | 60,293          | 未開業     | [ 東京都統計 36 ] |
| 1989年（平成元年） | 61,005          | 未開業     | [ 東京都統計 37 ] |
| 1990年（平成02年） | 61,723          | 未開業     | [ 東京都統計 38 ] |
| 1991年（平成03年） | 61,358          | 未開業     | [ 東京都統計 39 ] |
| 1992年（平成04年） | 60,578          | 未開業     | [ 東京都統計 40 ] |
| 1993年（平成05年） | 58,236          | 未開業     | [ 東京都統計 41 ] |
| 1994年（平成06年） | 56,819          | 未開業     | [ 東京都統計 42 ] |
| 1995年（平成07年） | 55,631          | 未開業     | [ 東京都統計 43 ] |
| 1996年（平成08年） | 54,858          | 未開業     | [ 東京都統計 44 ] |
| 1997年（平成09年） | 52,431          | 未開業     | [ 東京都統計 45 ] |
| 1998年（平成10年） | 51,104          | 未開業     | [ 東京都統計 46 ] |
| 1999年（平成11年） | 51,342          | 未開業     | [ 東京都統計 47 ] |
| 2000年（平成12年） | 55,062          | 7,127      | [ 東京都統計 48 ] |

### 年度別1日平均乗車人員（2001年以降）
| 年度               | JR東日本 | JR東日本 | JR東日本 | 都営地下鉄 | 出典              |
| 年度               | 定期外   | 定期     | 合計     | 都営地下鉄 | 出典              |
| ------------------ | -------- | -------- | -------- | ---------- | ----------------- |
| 2001年（平成13年） |          |          | 59,431   | 10,630     | [ 東京都統計 49 ] |
| 2002年（平成14年） |          |          | 65,427   | 11,770     | [ 東京都統計 50 ] |
| 2003年（平成15年） |          |          | 66,650   | 13,325     | [ 東京都統計 51 ] |
| 2004年（平成16年） |          |          | 67,768   | 14,055     | [ 東京都統計 52 ] |
| 2005年（平成17年） |          |          | 68,471   | 14,822     | [ 東京都統計 53 ] |
| 2006年（平成18年） |          |          | 69,830   | 15,637     | [ 東京都統計 54 ] |
| 2007年（平成19年） |          |          | 74,536   | 17,308     | [ 東京都統計 55 ] |
| 2008年（平成20年） |          |          | 71,660   | 16,876     | [ 東京都統計 56 ] |
| 2009年（平成21年） |          |          | 70,269   | 16,333     | [ 東京都統計 57 ] |
| 2010年（平成22年） |          |          | 69,704   | 16,388     | [ 東京都統計 58 ] |
| 2011年（平成23年） |          |          | 69,466   | 16,152     | [ 東京都統計 59 ] |
| 2012年（平成24年） | 36,224   | 34,194   | 70,418   | 17,394     | [ 東京都統計 60 ] |
| 2013年（平成25年） | 36,325   | 33,690   | 70,016   | 17,382     | [ 東京都統計 61 ] |
| 2014年（平成26年） | 36,475   | 32,771   | 69,246   | 17,603     | [ 東京都統計 62 ] |
| 2015年（平成27年） | 37,144   | 33,056   | 70,200   | 18,313     | [ 東京都統計 63 ] |
| 2016年（平成28年） | 36,946   | 32,720   | 69,667   | 18,529     | [ 東京都統計 64 ] |
| 2017年（平成29年） | 37,378   | 32,557   | 69,935   | 18,758     | [ 東京都統計 65 ] |
| 2018年（平成30年） | 37,632   | 32,847   | 70,479   | 19,282     | [ 東京都統計 66 ] |
| 2019年（令和元年） | 36,469   | 33,183   | 69,653   | 19,087     | [ 東京都統計 67 ] |
| 2020年（令和02年） | 19,242   | 24,397   | 43,640   | 11,927     |                   |
| 2021年（令和03年） | 22,624   | 23,308   | 45,933   | 12,378     |                   |
| 2022年（令和04年） | 27,099   | 23,996   | 51,096   | 13,776     |                   |
| 2023年（令和05年） | 29,746   | 24,957   | 54,704   | 15,353     |                   |

備考
1. ↑  1906年9月23日開業。
2. ↑  2000年4月20日開業。開業日から翌年3月31日までの計346日間を集計したデータ。

## 駅周辺
小田急小田原線の南新宿駅まで西へ、新宿駅まで北へそれぞれ数百メートルの距離にある。

### 北口・A3出口
渋谷区代々木一丁目の北寄り、および二丁目方面。
- 東京スクールオブビジネス
- 新宿サザンテラス
  - 小田急サザンタワー
    - 小田急ホテルセンチュリーサザンタワー

  - 東日本旅客鉄道 本社
- 代々木アニメーション学院 東京本部校
- JR東京総合病院
- 酪農会館ビル
- 山野美容専門学校
  - 山野ホール
- 新宿マインズタワー
- マクドナルド 代々木店 - マクドナルドの日本2号店であり現存する最古の店舗
- 南新宿駅 - 小田急小田原線
- 代々木ゼミナール 本部校（代ゼミタワー）

### 西口・A1・A2出口
渋谷区代々木一丁目の南寄り、および千駄ヶ谷四丁目方面。
- 代々木会館
- 代々木ゼミナール 法人事務局・テレビスタジオ・国際教育センター（旧代々木本校）
  - Y-SAPIX
- ミューズ音楽院・ミューズモード音楽院
- 代々木駅前通郵便局
- 日本共産党本部ビル（中央委員会）
  - 東京勤労者医療会代々木診療所
- 軟式野球会館
- 新日本出版社
  - 美和書店
- 覚王山フルーツ大福弁才天
- 渋谷区千駄ヶ谷出張所
- 小田急電鉄南新宿駅
- 修養団SYDビル
  - 修養団
  - SYDホール
  - フジタ本社
- 大京本社
- 東京メトロ北参道駅
- 補助57号線
- 代々木山谷通り
- 日本ムスリム協会
- 明治神宮北参道
  - 神社本庁
- 日本ナレーション演技研究所
- さくら国際高等学校 東京校
- 新宿御苑
- 鉄緑会
- FM FUJI スタジオVIVID
- スタイルキューブ
- ハチ公バス代々木駅停留所

### 東口
渋谷区千駄ヶ谷五丁目方面。なお、都営地下鉄からは一旦A2出口を出てJR線をくぐる道路経由で東側へ行ける。
- NTTドコモ代々木ビル
- JA全農新宿ビル
- 服部栄養専門学校
- タカシマヤタイムズスクエア
  - 髙島屋新宿店
  - 紀伊國屋サザンシアター
  - ハンズ新宿店
- 東京都立新宿高等学校
- 新宿御苑
- 丸正
- ハナ信用組合
- 西武信用金庫
- ミューズ音楽院
- しんぶん赤旗編集局
- 東京勤労者医療会代々木歯科
- 東京俳優生活協同組合
- 日本デザイン専門学校
- 新宿三丁目駅 - 東京メトロ丸ノ内線・副都心線、都営地下鉄新宿線

2011年5月11日から2016年4月3日まで、新宿駅JR高速バスターミナルが東口付近にあり、京都・大阪・神戸方面、名古屋駅行、仙台行ほか多数の便が出発していたが、バスタ新宿の供用開始に伴い閉鎖された。

### バス路線
西口に「代々木駅」停留所があり、京王バス路線が発着する。
- 東急バス
  - ハチ公バス 神宮の杜ルート：渋谷駅西口行

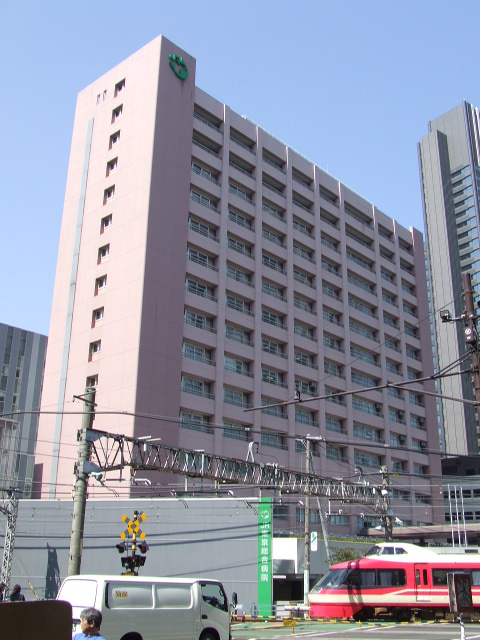
JR東京総合病院
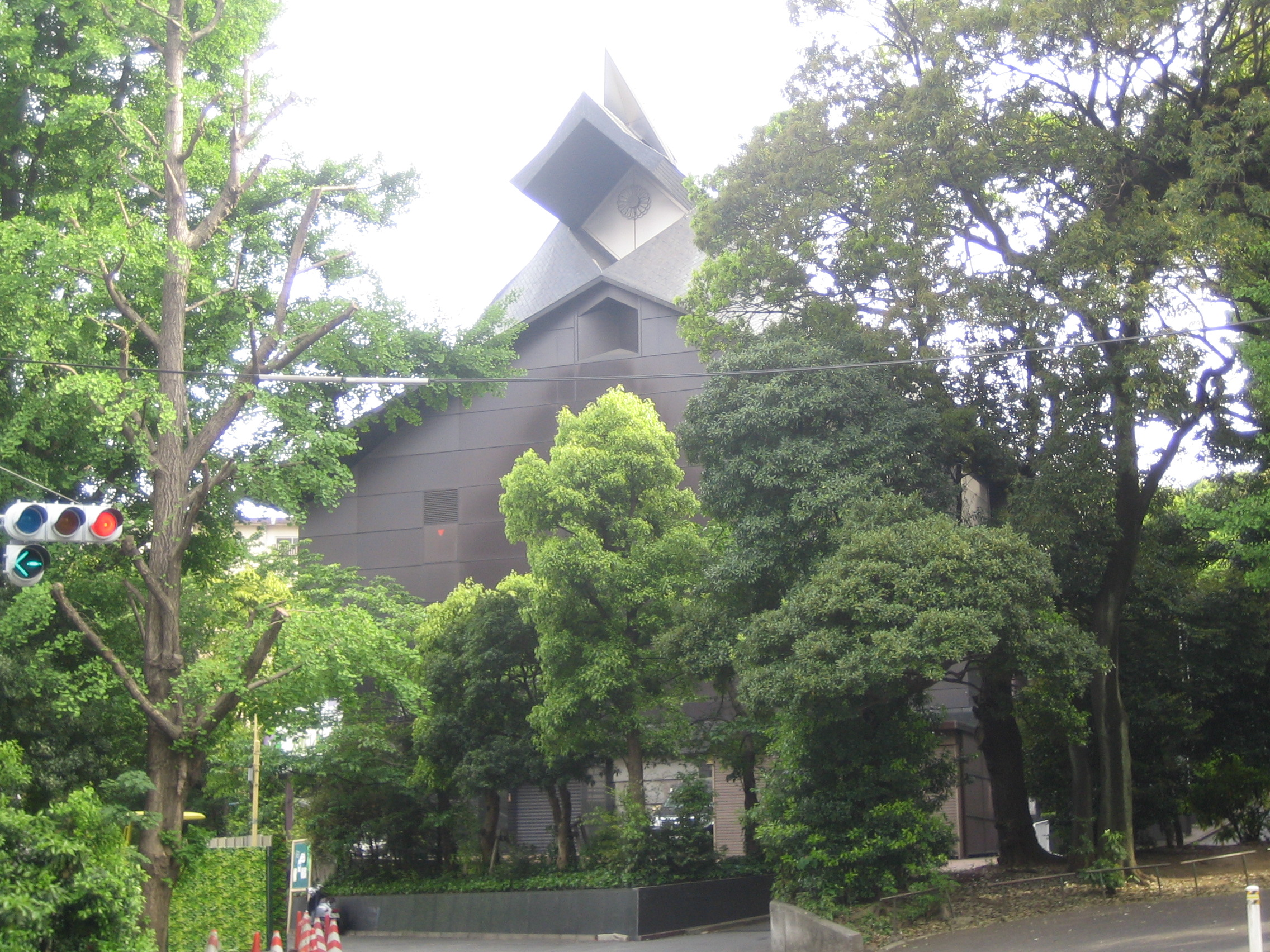
駅西方にある神社本庁
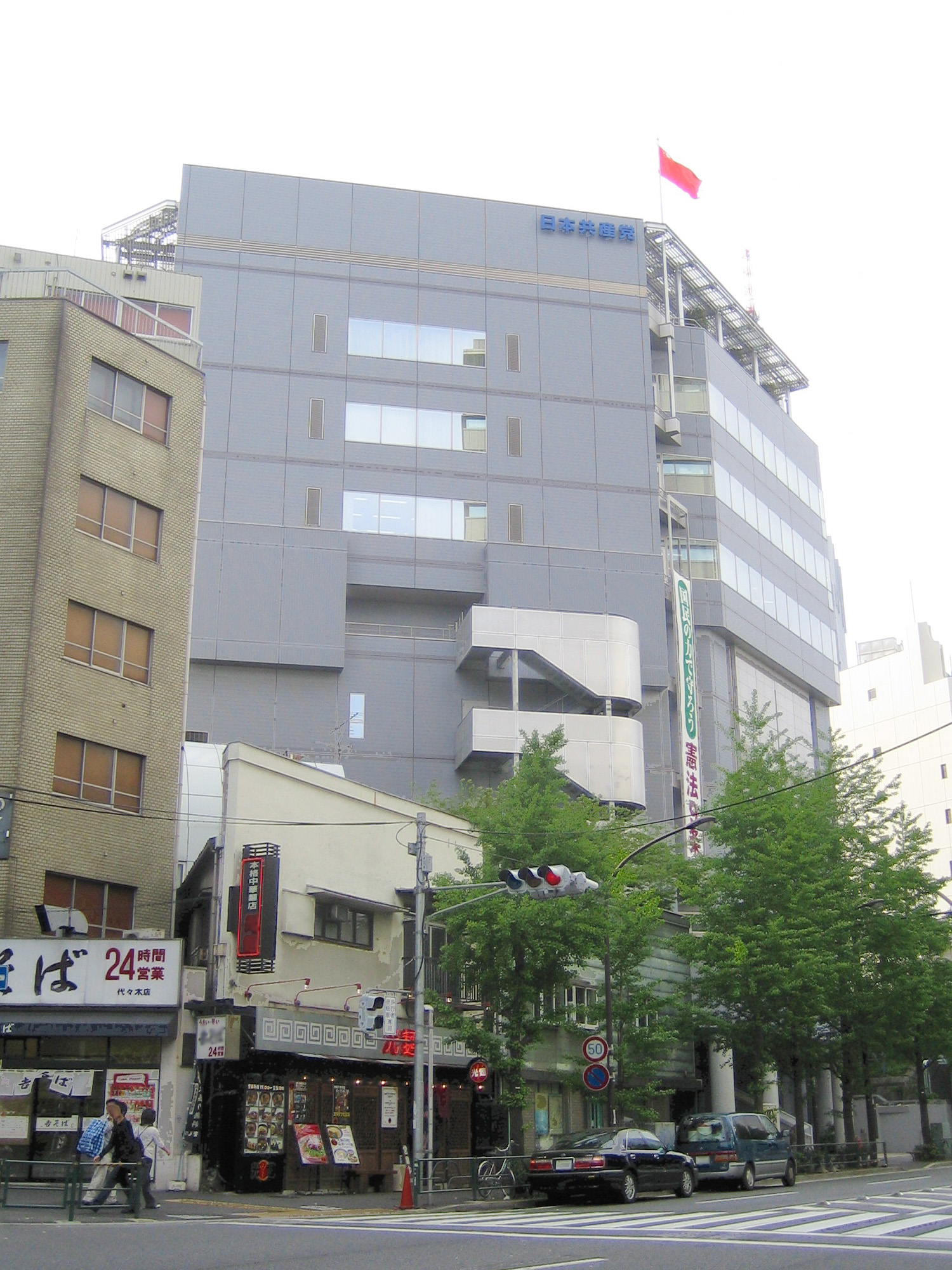
日本共産党本部ビル。当駅に近いことから、「代々木」と呼ばれることがある。
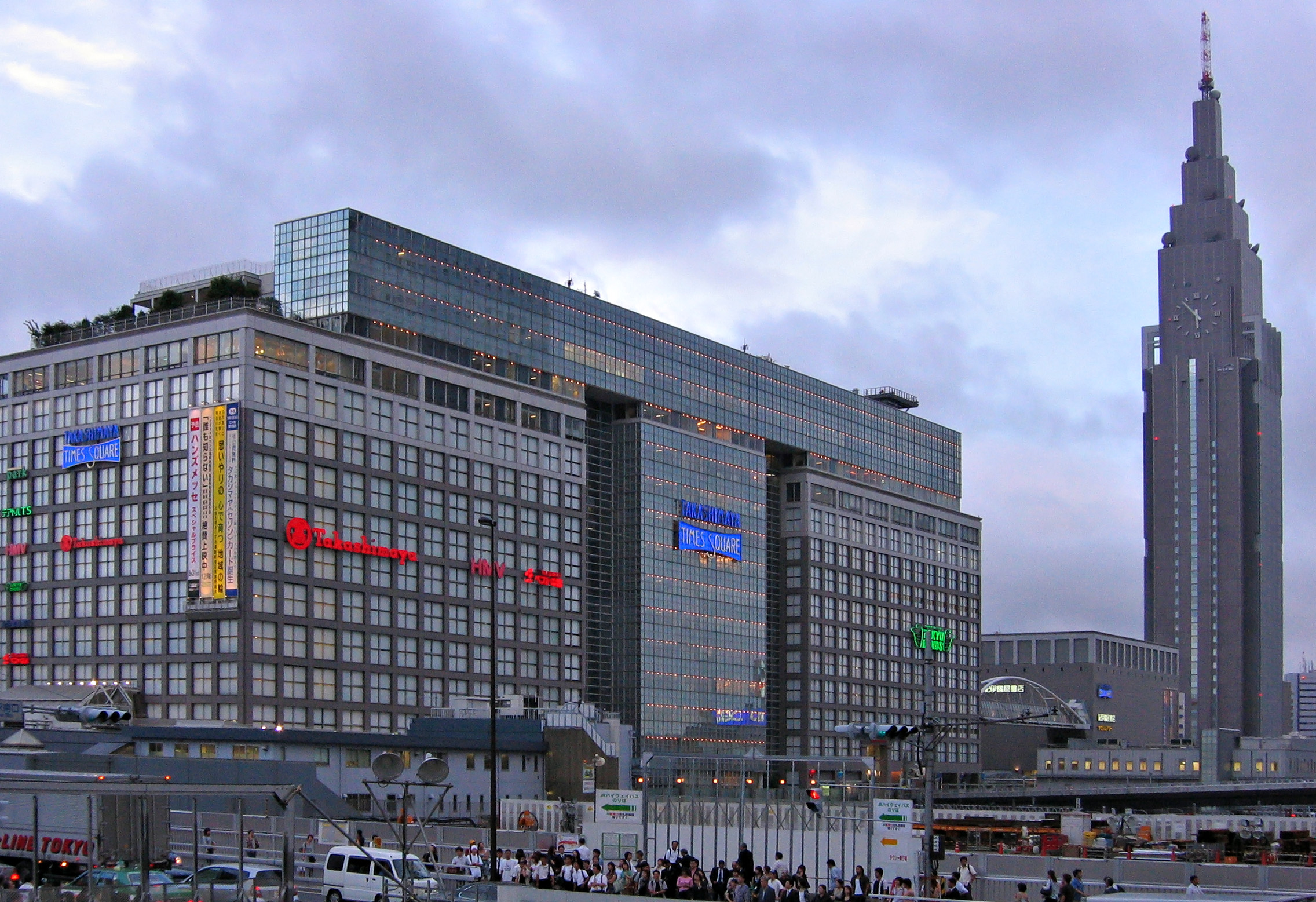
当駅と新宿駅の間にあるタカシマヤタイムズスクエア。先鋭のビルはNTTドコモ代々木ビル。
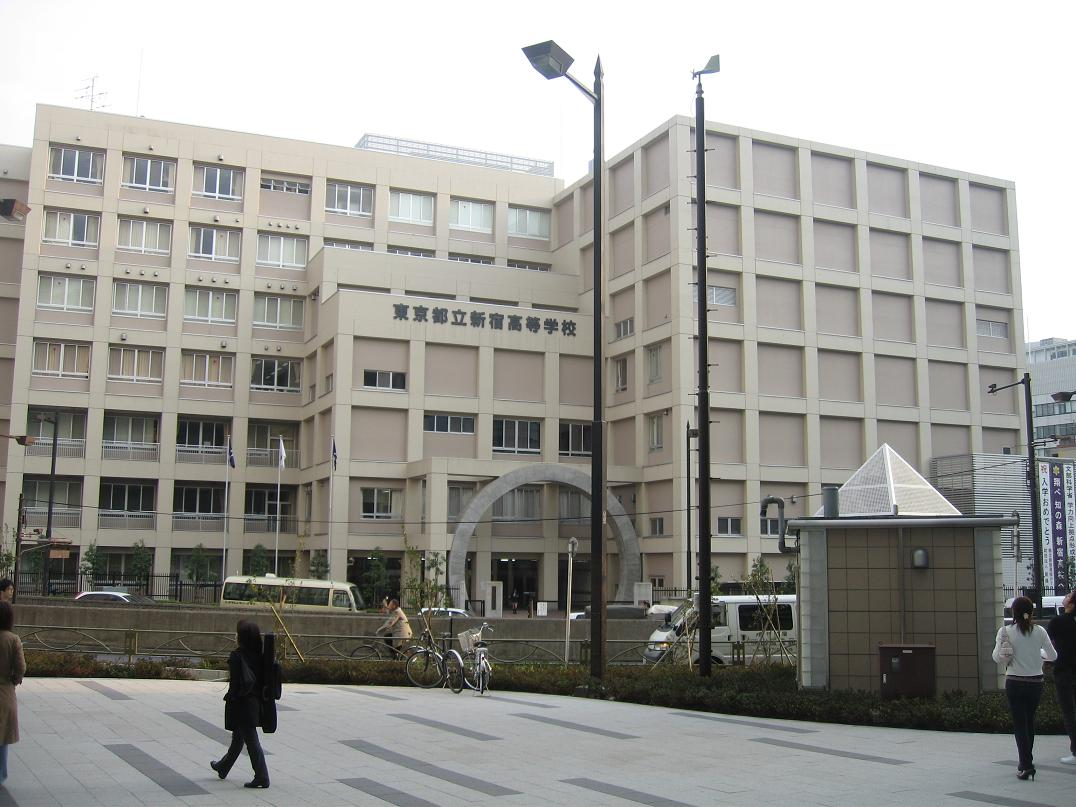
東京都立新宿高等学校
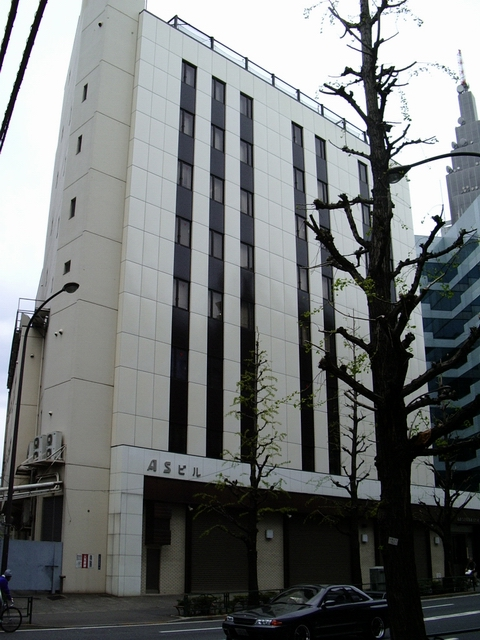
しんぶん赤旗編集局が入居するASビル
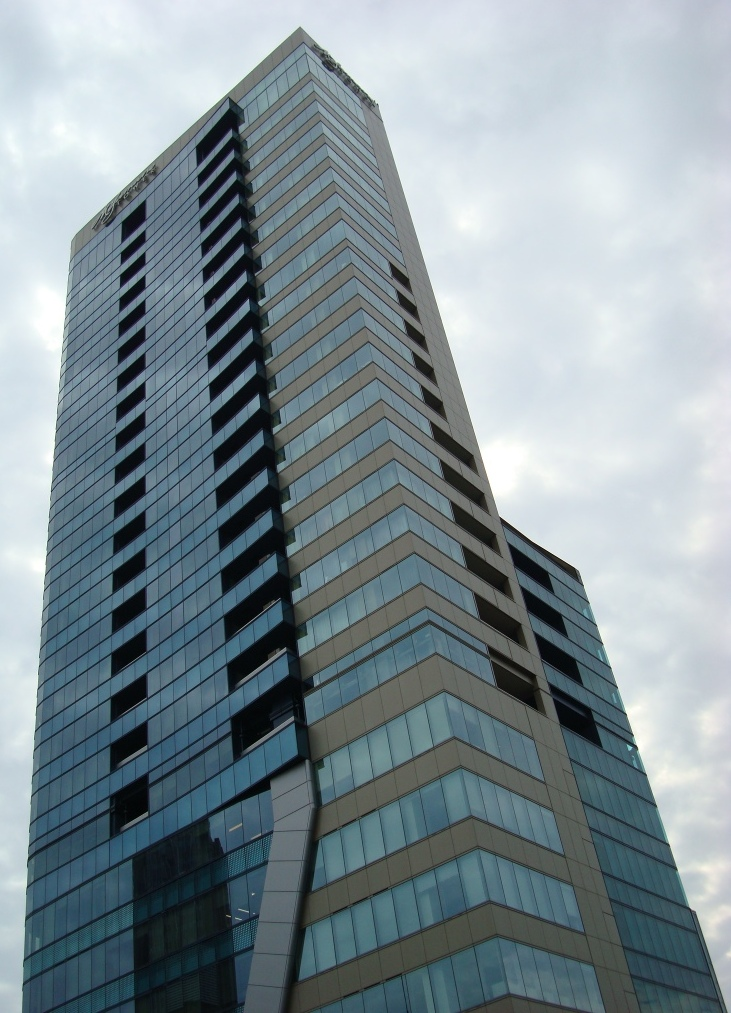
山野美容専門学校などが入居するMYタワー（代々木一丁目）
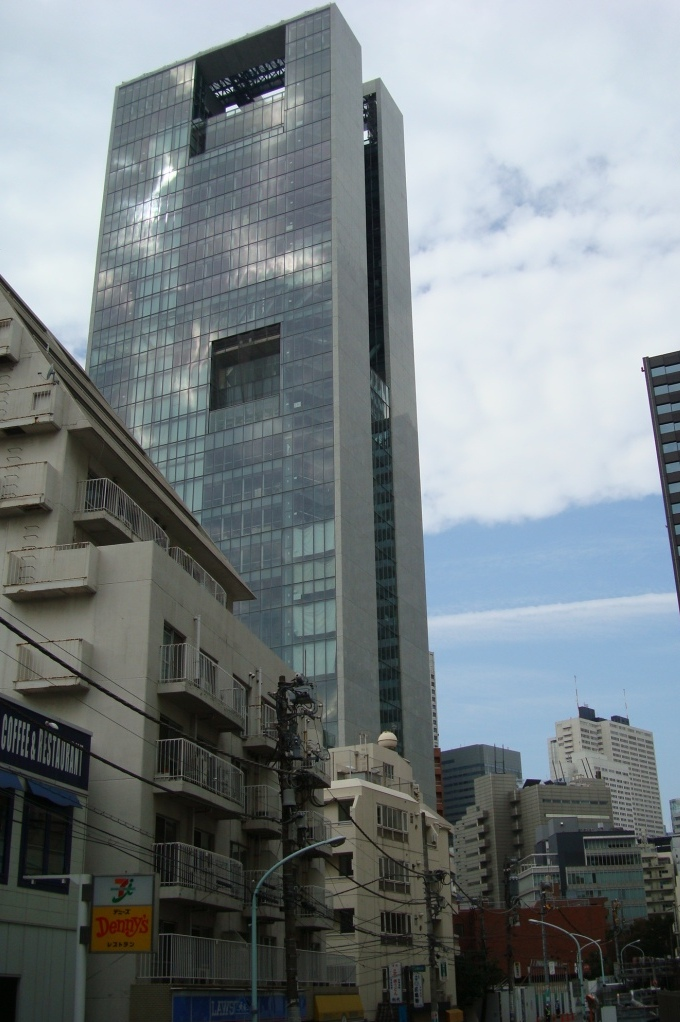
代々木ゼミナール新校舎（代々木二丁目）
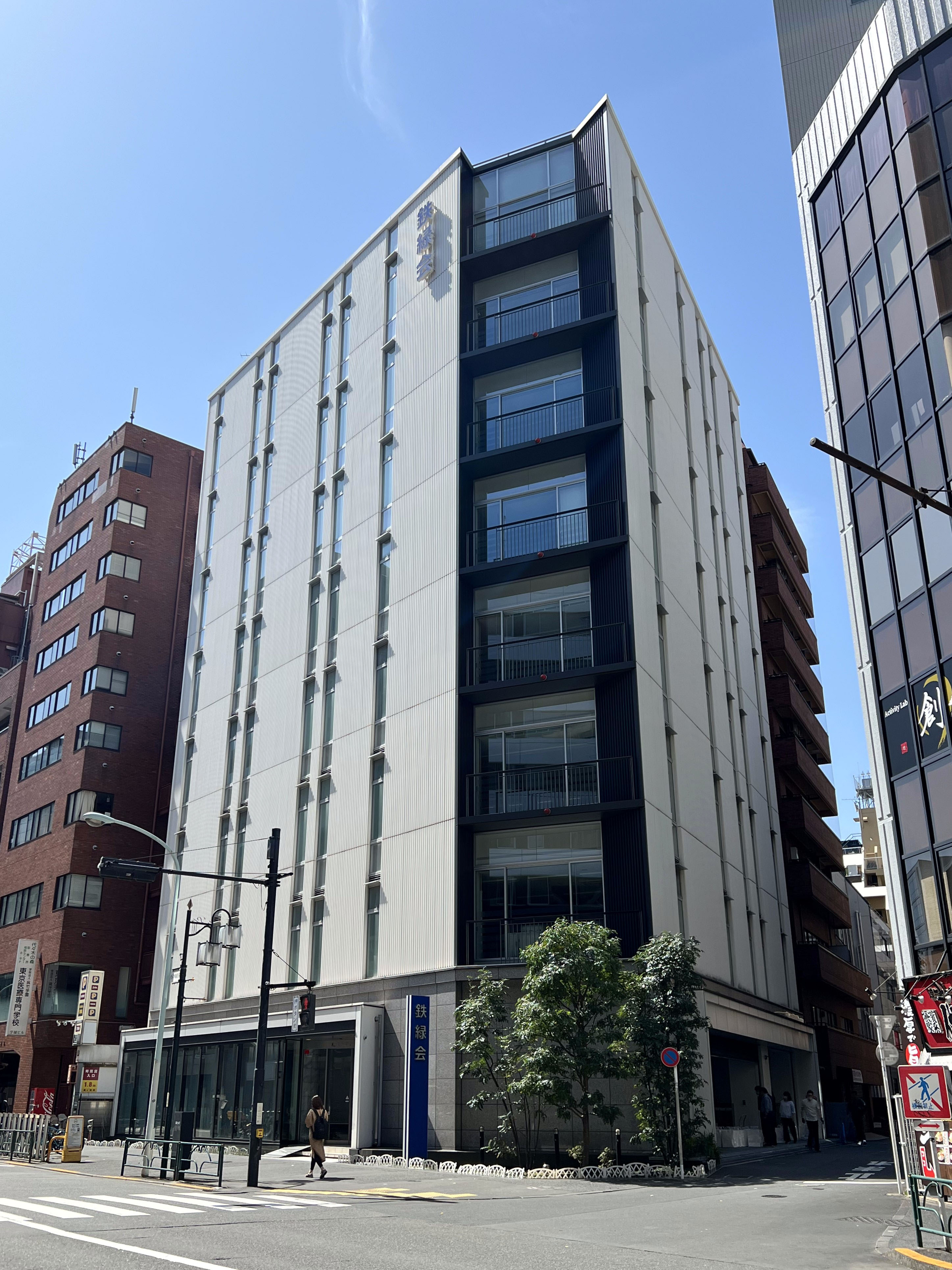
鉄緑会本部校舎（代々木一丁目）
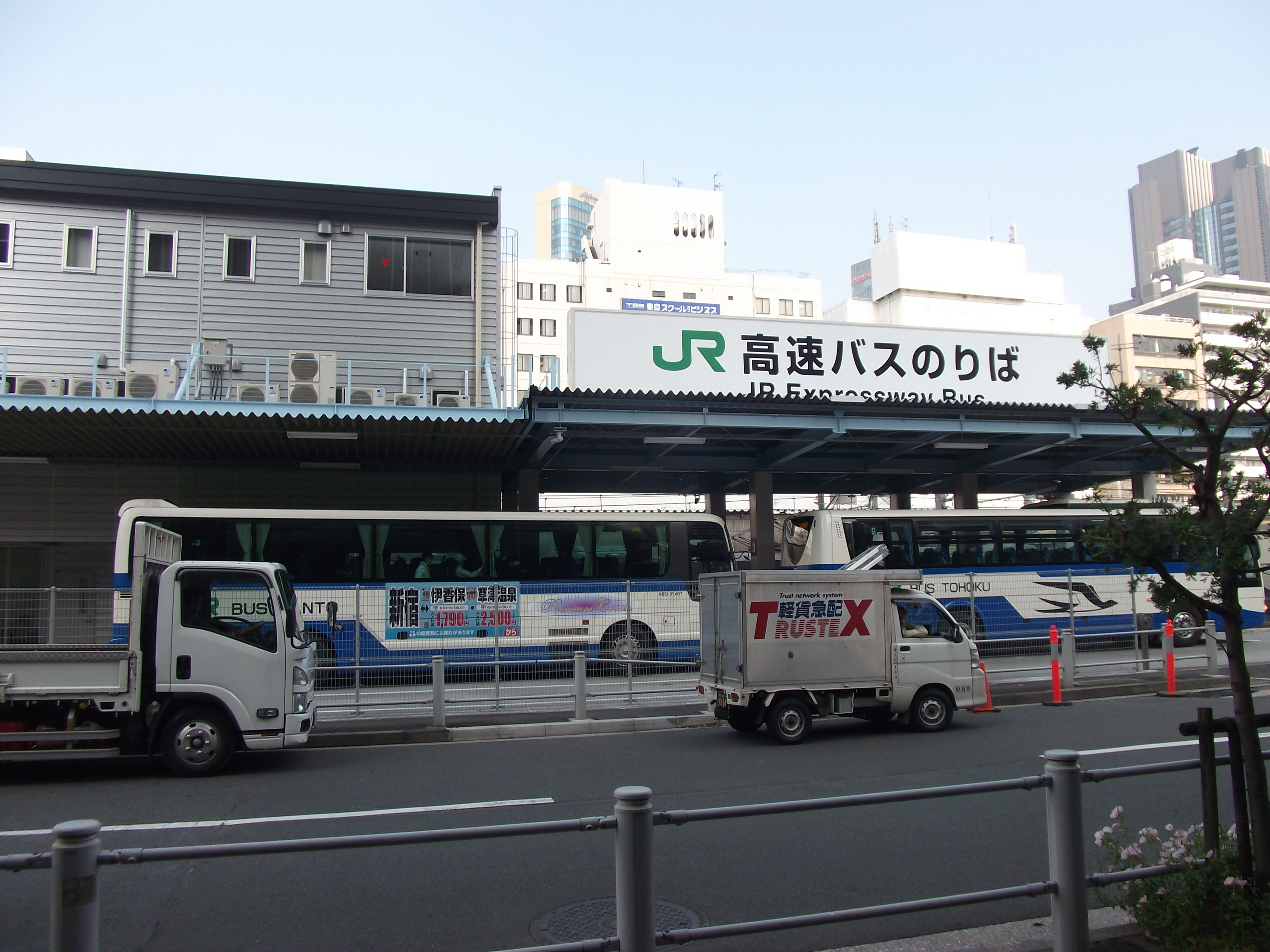
2016年4月まで存在した新宿駅JR高速バスターミナル。「新宿駅」を名乗るが、当駅の方が近かった。

## 登場作品
- 映画『君の名は。』
  - ホームドア設置前と設置後の2つの時代の当駅が登場する。

## 隣の駅
東日本旅客鉄道（JR東日本）
 中央・総武線（各駅停車）
千駄ケ谷駅 (JB 12) - 代々木駅 (JB 11) - 新宿駅 (JB 10)
 山手線
原宿駅 (JY 19) - 代々木駅 (JY 18) - 新宿駅 (JY 17)
東京都交通局
 都営大江戸線
国立競技場駅 (E 25) - 代々木駅 (E 26) - 新宿駅 (E 27)

#### 広報資料・プレスリリースなど一次資料
1. ↑  “Suicaご利用可能エリアマップ（2001年11月18日当初）” (PDF).   東日本旅客鉄道. 2019年7月27日時点のオリジナルよりアーカイブ。2020年4月23日閲覧。

#### 利用状況に関する出典
JR東日本の1999年度以降の乗車人員
1. 1 2 3 4 5  各駅の乗車人員（2023年度） - JR東日本
2. ↑  各駅の乗車人員（1999年度） - JR東日本
3. ↑  各駅の乗車人員（2000年度） - JR東日本
4. ↑  各駅の乗車人員（2001年度） - JR東日本
5. ↑  各駅の乗車人員（2002年度） - JR東日本
6. ↑  各駅の乗車人員（2003年度） - JR東日本
7. ↑  各駅の乗車人員（2004年度） - JR東日本
8. ↑  各駅の乗車人員（2005年度） - JR東日本
9. ↑  各駅の乗車人員（2006年度） - JR東日本
10. ↑  各駅の乗車人員（2007年度） - JR東日本
11. ↑  各駅の乗車人員（2008年度） - JR東日本
12. ↑  各駅の乗車人員（2009年度） - JR東日本
13. ↑  各駅の乗車人員（2010年度） - JR東日本
14. ↑  各駅の乗車人員（2011年度） - JR東日本
15. 1 2 3  各駅の乗車人員（2012年度） - JR東日本
16. 1 2 3  各駅の乗車人員（2013年度） - JR東日本
17. 1 2 3  各駅の乗車人員（2014年度） - JR東日本
18. 1 2 3  各駅の乗車人員（2015年度） - JR東日本
19. 1 2 3  各駅の乗車人員（2016年度） - JR東日本
20. 1 2 3  各駅の乗車人員（2017年度） - JR東日本
21. 1 2 3  各駅の乗車人員（2018年度） - JR東日本
22. 1 2 3  各駅の乗車人員（2019年度） - JR東日本
23. 1 2 3  各駅の乗車人員（2020年度） - JR東日本
24. 1 2 3  各駅の乗車人員（2021年度） - JR東日本
25. 1 2 3  各駅の乗車人員（2022年度） - JR東日本

東京都交通局 各駅乗降人員
1. 1 2 3 4  “事業概要（令和6年度版）” (pdf).   東京都交通局. p. 80-81. 2025年1月19日時点のオリジナルよりアーカイブ。2025年1月19日閲覧。
2. 1 2  “各駅乗降人員一覧｜東京都交通局”.   東京都交通局. 2021年11月4日時点のオリジナルよりアーカイブ。2022年11月13日閲覧。
3. 1 2  “各駅乗降人員一覧｜東京都交通局”.   東京都交通局. 2022年11月12日時点のオリジナルよりアーカイブ。2022年11月13日閲覧。
4. 1 2  令和4年度 運輸統計年報 (PDF) (Report). 東京都交通局. 2023年11月3日時点のオリジナル (pdf)よりアーカイブ。2023年11月3日閲覧。

JR・地下鉄の統計データ
1. ↑  レポート - 関東交通広告協議会
2. 1 2  渋谷区勢概要 - 渋谷区

東京府統計書
1. ↑  明治40年
2. ↑  明治41年
3. ↑  明治42年
4. ↑  明治44年
5. ↑  大正元年
6. ↑  大正2年
7. ↑  大正3年
8. ↑  大正4年
9. ↑  大正5年
10. ↑  大正8年
11. ↑  大正10年
12. ↑  大正11年
13. ↑  大正12年
14. ↑  大正13年
15. ↑  大正14年
16. ↑  昭和元年
17. ↑  昭和2年
18. ↑  昭和3年
19. ↑  昭和4年
20. ↑  昭和5年
21. ↑  昭和6年
22. ↑  昭和7年
23. ↑  昭和8年
24. ↑  昭和9年
25. ↑  昭和10年

東京都統計年鑑
1. ↑  昭和28年 (PDF)  - 11ページ
2. ↑  昭和29年 (PDF)  - 9ページ
3. ↑  昭和30年 (PDF)  - 9ページ
4. ↑  昭和31年 (PDF)  - 9ページ
5. ↑  昭和32年 (PDF)  - 9ページ
6. ↑  昭和33年 (PDF)  - 9ページ
7. ↑  昭和34年
8. ↑  昭和35年
9. ↑  昭和36年
10. ↑  昭和37年
11. ↑  昭和38年
12. ↑  昭和39年
13. ↑  昭和40年
14. ↑  昭和41年
15. ↑  昭和42年
16. ↑  昭和43年
17. ↑  昭和44年
18. ↑  昭和45年
19. ↑  昭和46年
20. ↑  昭和47年
21. ↑  昭和48年
22. ↑  昭和49年
23. ↑  昭和50年
24. ↑  昭和51年
25. ↑  昭和52年
26. ↑  昭和53年
27. ↑  昭和54年
28. ↑  昭和55年
29. ↑  昭和56年
30. ↑  昭和57年
31. ↑  昭和58年
32. ↑  昭和59年
33. ↑  昭和60年
34. ↑  昭和61年
35. ↑  昭和62年
36. ↑  昭和63年
37. ↑  平成元年
38. ↑  平成2年
39. ↑  平成3年
40. ↑  平成4年
41. ↑  平成5年
42. ↑  平成6年
43. ↑  平成7年
44. ↑  平成8年
45. ↑  平成9年
46. ↑  平成10年 (PDF)
47. ↑  平成11年 (PDF)
48. ↑  平成12年
49. ↑  平成13年
50. ↑  平成14年
51. ↑  平成15年
52. ↑  平成16年
53. ↑  平成17年
54. ↑  平成18年
55. ↑  平成19年
56. ↑  平成20年
57. ↑  平成21年
58. ↑  平成22年
59. ↑  平成23年
60. ↑  平成24年
61. ↑  平成25年
62. ↑  平成26年
63. ↑  平成27年
64. ↑  平成28年
65. ↑  平成29年
66. ↑  平成30年
67. ↑  平成31年・令和元年